# Virsac
Virsac är en kommun i departementet Gironde i regionen Nouvelle-Aquitaine i sydvästra Frankrike. Kommunen ligger i kantonen Saint-André-de-Cubzac som tillhör arrondissementet Blaye. År 2022 hade Virsac 1 283 invånare.

## Befolkningsutveckling
Antalet invånare i kommunen Virsac
Referens:INSEE